# Marius Vazeilles
Pour les articles homonymes, voir Vazeilles.
Marius Antonin Annet Francisque  Vazeilles, né le 29 juillet 1881 à Messeix (Puy-de-Dôme) et mort le 7 juin 1973 à Meymac (Corrèze), est un expert forestier, un syndicaliste, un homme politique et un archéologue français.

## Biographie
Fils d'un garde forestier, sorti major de l'école des Barres, Marius Vazeilles enseigne d'abord comme instituteur stagiaire à Saint-Sauves-d'Auvergne. Entre 1911 et 1912, il occupe le poste de garde général des Eaux et Forêts à Mauriac. En 1913, il est détaché au service des améliorations agricoles et s'installe à Meymac.
Pendant la guerre, il est mobilisé. Mais, en 1915, il est détaché de l'armée sur l'intervention d'Henri Queuille pour mettre en valeur le plateau de Millevaches. Il répertorie de façon détaillée cette région et, en 1917, il publie son ouvrage Mise en valeur du plateau de Millevaches, lequel demeure encore l'un des ouvrages fondamentaux de l'aménagement forestier et agricole.
En 1919, il quitte l'administration des Eaux et Forêts, devient pépiniériste puis expert forestier à Meymac. Il met au point au puy Chabrol, à Barsanges (commune de Pérols-sur-Vézère), l'implantation de près de 400 nouvelles espèces forestières (surtout des résineux) inconnues dans la région et plante 38 hectares d'arboretum, l'arboretum du puy Chabrol.
Également passionné d'archéologie, Marius Vazeilles devient un spécialiste des époques gauloises, gallo-romaines et mérovingiennes, dont il met en évidence les traces sur le plateau de Millevaches. Il fouille inlassablement, classe et publie ses découvertes qu'il rassemble en collections parfaitement répertoriées.
Membre du Parti socialiste SFIO en 1918, rallié au Parti communiste dès le congrès de Tours, auquel il participe en décembre 1920, Marius Vazeilles est aussi un militant convaincu du syndicalisme agricole. Il organise et dirige la fédération communiste de la Corrèze ; il est, jusqu'en 1939, avec Renaud Jean, un des dirigeants nationaux de la Confédération générale des paysans travailleurs (CGPT). Il participe à des congrès de l'Internationale paysanne rouge. Candidat à la députation en Corrèze à partir de 1919, conseiller municipal communiste à Meymac, il est élu en 1936 député du Front populaire pour la circonscription d'Ussel.
Ayant approuvé la signature du pacte germano-soviétique et adhéré au groupe ouvrier et paysan français créé en remplacement du groupe communiste dissous à la Chambre des députés, il est arrêté le 8 octobre 1939, déchu de son mandat le 21 janvier 1940, et condamné le 3 avril par le 3e tribunal militaire de Paris à 4 ans de prison avec sursis, 4 000 francs d'amende et 5 ans d'interdiction de séjour. Il fut placé en résidence surveillée à Tauves (Puy-de-Dôme) jusqu'en août 1944.
Il se désolidarise du Parti communiste en février 1940 et ne militera plus. Le Parti l'exclut le 30 décembre 1944.

### Distinctions et titres[6]

#### Décorations
- Officier de l'ordre des Palmes académiques
- Commandeur de l'ordre national du Mérite
- Officier de la Légion d'honneur[7],[8]

#### Autres
- Président d’honneur du syndicat départemental des propriétaires sylviculteurs
- Grande Médaille d'or de la Société d’acclimatation et de protection de la nature en 1950
- Prix Viellard de l’Académie d’agriculture en 1956 pour son rôle essentiel dans le reboisement du plateau de Millevaches et de ses environs
- Nommé en mai 1957 correspondant national de l’Académie d’agriculture
- Président d’honneur de la Société préhistorique de la Corrèze
- Délégué de la Société préhistorique française
- Président d’honneur de la Société des lettres, sciences et arts de la Corrèze
- Membre de l’Institut Ligure, de la Société des amis des Eyzies

## Postérité
La majeure partie de ses collections, fruit de plus de 150 études, ont été regroupées au musée Marius-Vazeilles, à la suite de la création, en 1974, de la fondation Marius-Vazeilles présidée initialement par sa fille, Mme Marcelle Magnier-Vazeilles.
Ses découvertes, qu'il avait jusque-là placées dans une grande cabane faisant office de réserves, au fond de son jardin, furent alors transférées dans l'aile de l'ancienne abbaye Saint-André de Meymac mitoyenne de l'église.

## Archives
Catalogue des fonds apparentés à Marius Vazeilles aux Archives départementales de la Corrèze

## Publications (sélection)
- Mise en valeur du Plateau de Millevaches, 1920
- « Histoire de Meymac et des paysans de la Montagne Limousine » Cahiers archéologiques, 1er fascicule
- « La très vieille histoire locale ; archéologie préhistorique, celtique et gallo-romaine de la montagne limousine », Cahiers archéologiques, 2e et 3e fascicules, 1936
- « Le Vieux passé de Chelles (Seine-et Marne) », Cahiers archéologiques, 4e fascicule, 1938
- « Inventaire préhistorique en Haute et Moyenne Corrèze », dans le Bulletin de la Société des Lettres, des Sciences et des Arts de la Corrèze, t. LVII, 1953
- Le Pays d'Ussel, Impr. du Corrézien, 1962

### Textes politiques
- Marius Vazeilles. Écrits politiques ; recueillis et introduits par Paul Estrade[12], Brive-la-Gaillarde, Éditions Les Monédières, 2013  (ISBN 978-2-36340-046-8)

#### Ouvrages généraux
- « Marius Vazeilles », dans le Dictionnaire des parlementaires français (1889-1940), sous la direction de Jean Jolly, PUF, 1960 [détail de l’édition]
- Jean Maitron, Guillaume Bourgeois, « VAZEILLES Marius [VAZEILLES Antonin, Annes, Francisque, Marius] », sur maitron-en-ligne

#### Autres
- Philippe Gratton, « Le communisme rural en Corrèze », Le Mouvement social, « Aspects régionaux de l'agrarisme français avant 1930 », no 67, p. 123-145, avril-Juin 1969
- Max Lagarrigue (en), Renaud Jean. Carnets d’un paysan député communiste, Atlantica, 2001  (ISBN 2-84394-244-6) ainsi que « Le PCF de la France rurale des années trente à la Guerre froide (1930-1961) : l’exemple du Sud-ouest », Revue des Archives en Limousin, no 12, Brive-la-Gaillarde, 1998
- Marguerite Vazeilles, Marius Vazeilles, éléments de biographie, Tulle, Éditions Mille Sources, 1999  (ISBN 2-909744-15-9)
- Gilbert Beaubatie, « Marius Vazeilles : la vocation précoce d’un paysan-député communiste de Corrèze », revue Arkheia (voir sur le site de la revue), no 2-3, Montauban, 2001
- Marcel Parinaud, Marius Vazeilles, Brive-la-Gaillarde, Éditions des Monédières, 2009  (ISBN 2-914848-80-3)
- « Marius Vazeilles et le développement du territoire de Millevaches d’hier à demain », colloque 2015 et actes publiés par l'association « Fondation Marius Vazeilles »
- Pascal Terracol, « Marius Vazeilles, Une action inscrite dans un contexte national », colloque 2015, et actes publiés par l'association « Fondation Marius Vazeilles » pp. 15-23.
- Pascal Terracol, « Marius Vazeilles, précurseur d’une ingénierie territoriale ? » Publications de l'Université de Saint Etienne. Explorer le territoire par le projet - L’ingénierie territoriale à l’épreuve des pratiques de conception., pp. 75-87, 2015. ⟨hal-03974493⟩